# NEdit
NEdit, или Nirvana editor, — текстовый редактор и редактор исходного кода для среды X Window System. Его интерфейс больше напоминает текстовые редакторы систем Microsoft Windows и Macintosh, чем более старые редакторы системы UNIX вроде Emacs. Изначально разрабатывался Марком Эделем для Fermilab и издавался под коммерческой лицензией, но сегодня распространяется под лицензией GNU General Public License (включая условия Motif), и разрабатывается как независимый open source проект командой разработчиков. NEdit также входит в состав ОС IRIX.
Для создания дополнительной функциональности в редакторе имеется макроязык, напоминающий своим устройством язык С. Существует возможность автоматического выравнивания кода и подсветки синтаксиса для большого количества языков программирования. NEdit также умеет обрабатывать файлы тегов при помощи команды ctags среды Unix или программы Exuberant Ctags.
Интерфейс редактора разработан с использованием библиотеки Motif. Для компиляции версии редактора, свободной от лицензионных ограничений Motif, можно использовать библиотеку LessTif.